# 菲利普·德普勒
菲利普·德普勒（發音：[filip dəpʁø]；1967年3月28日—）是一位法国中世纪历史学家，出生于法国北部省鲁贝，毕业于巴黎第四大学，是加洛林王朝时期的主要专家之一。